# The Mummy (phim 1932)
Xác ướp (tiếng Anh: The Mummy) là một bộ phim kinh dị được ra mắt vào năm 1932 và được đạo diễn bởi Karl Freund. Kịch bản của phim được viết bởi John L. Balderston, dựa theo câu chuyện của tác giả Nina Wilcox Putnam và Richard Schayer. Sản xuất bởi hãng phim Universal Studios, bộ phim có sự tham gia của các diễn viên Boris Karloff, Zita Johann, David Manners, Edward Van Sloan và Arthur Byron. Bộ phim nói về xác ướp cổ đại tên Imhotep được một nhóm các nhà khảo cổ phát hiện trong một lăng mộ, sau đó vô tình được hồi sinh thông qua các ký tự tượng hình trong một mảnh giấy ma thuật. Giả dạng thành một người Ai Cập hiện đại, xác ướp nỗ lực tìm kiếm tình yêu thất lạc của mình, người mà hắn tin tưởng rằng linh hồn đã đầu thai vào một cô gái thời hiện đại.

## Nội dung phim
Vào năm 1921, một nhóm khảo cổ dẫn đầu bởi Ngài Joseph Whemple (Arthur Byron) khai quật được một xác ướp Ai Cập cổ đại có tên là Imhotep (Boris Karloff). Trong quá trình phân tích xác ướp, người bạn của ngài Whemple, tiến sĩ Muller (Edward Van Sloan) phát hiện rằng nội tạng của xác ướp không được lấy ra, Muller phỏng đoán rằng Imhotep đã bị ướp xác sống vì phạm phải tội lỗi rất lớn trong quá khứ. Imhotep đã bị ướp xác sống vì đã cố gắng tìm cách hồi sinh tình yêu bí mật của mình, công chúa Ankh-es-en-amon. Phớt lờ những lời cảnh báo của Muller, người trợ giúp của Ngài Joseph là Ralph Norton (Bramwell Fletcher) vẫn đọc to lên những dòng ký tự trong cuộn giấy của thần Thoth - cuộn giấy có khả năng ban tặng sự sống. Xác ướp của Imhotep sống lại và trốn thoát khỏi lăng mộ. Cầm theo mình cuộn giấy của Thoth, Imhotep đi lang thang tới Cairo để tìm bản thể hồi sinh của công chúa Ankh-es-en-amon.
10 năm sau, Imhotep lúc này đã giả trang thành một người Ai Cập hiện đại dưới cái tên Ardath Bey. Hắn đã gọi cho con trai của ngài Joseph, Frank (David Manners) và giáo sư Pearson (Leonard Mudie), sau đó chỉ cho hai người vị trí lăng mộ của Ankh-es-en-amon. Các nhà khảo cổ bắt đầu công cuộc tìm kiếm lăng mộ của công chúa và sau khi tìm thấy lăng mộ, đã lập tức đưa xác ướp của công chúa cùng vàng bạc châu báu bên trong tới Bảo tàng Cairo. Nhóm khảo cổ không quên việc cảm ơn Ardath Bey về thông tin này.
Imhotep sau đó đã chạm trán với Helen Grosvenor (Zita Johann), một người phụ nữ có rất nhiều nét tương đồng với Ankh-es-en-amon. Tin rằng đây chính là đầu thai của công chúa, hắn ta có ý định giết cô ta rồi ướp xác, hồi sinh và sau đó cưới Helen làm vợ. Helen được cứu khi cô bỗng chốc nhớ về cuộc sống quá khứ của mình, sau đó cầu xin thần Isis cứu mình. Bức tượng của Isis bỗng giương tay lên, từ tay phóng ra một tia sáng vào cuộn giấy của Thoth và làm nó bốc cháy. Điều này phá vỡ phép ma thuật đã giúp cho Imhotep sống lại, hắn bắt đầu già đi nhanh chóng và cuối cùng trở về với cát bụi. Tiến sĩ Muller nỗ lực kéo Helen trở về với thế giới của người sống, còn cuộn giấy của Thoth vẫn đang bốc cháy lúc đó.

## Diễn viên
- Boris Karloff trong vai Ardath Bey/ Imhotep/ Xác ướp.
- Zita Johann trong vai Helen Grosvenor/ Công chúa Ankh-es-en-Amon.
- David Manners trong vai Frank Whemple.
- Arthur Byron trong vai Ngài Joseph Whemple.
- Edward Van Sloan trong vai tiến sĩ Muller.
- Bramwell Fletcher trong vai Ralph Norton.
- Noble Johnson trong vai người Nubian.
- Kathryn Byron trong vai Frau Muller.
- Leonard Mudie trong vai giáo sư Pearson.
- James Crane trong vai Pharaoh Amenophis.
- Henry Victor trong vai chiến binh Saxon. Henry Victor có tên trong danh sách kết thúc phim nhưng không bao giờ được xuất hiện trong bộ phim. Các chiến binh Saxon ban đầu xuất hiện trong các cảnh hồi tưởng về quá khứ của nhân vật Helen Grosvenor. Tuy vậy những cảnh này đã bị cắt khói phim bởi đạo diễn Karl Freund vì không có thời gian.
- C. Montague Shaw trong vai quý ông (không có trong danh sách cuối phim).

## Sản xuất

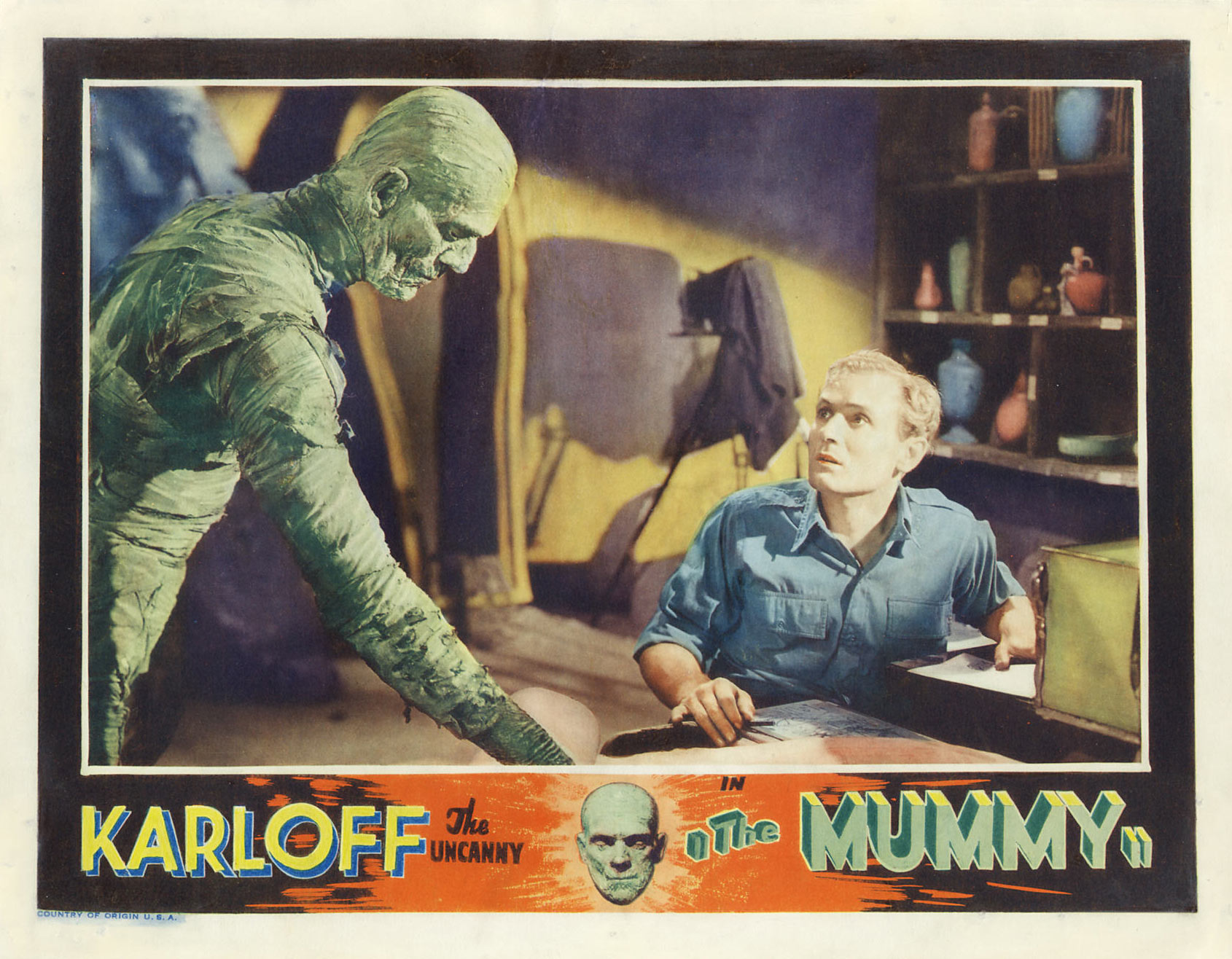
Áp phích phim với dòng chữ: "Karloff the uncanny in The Mummy"

Lấy cảm hứng từ sự kiện lăng mộ Tutankhamun năm 1922 và những lời nguyền của pharaon, nhà sản xuất Carl Laemmle Jr. đã yêu cầu biên tập Richard Schayer tìm một cuốn tiểu thuyết để từ đó hình thành cơ sở cho một bộ phim kinh dị mang hơi hướm Ai Cập cổ đại. Schayer không tìm thấy tư liệu nhưng những ý tưởng ban đầu của phim có nhiều điểm tương đồng với câu truyện ngắn được viết bởi Arthur Conan Doyle là Chiếc nhẫn của Thoth. Schayer và nhà văn Nina Wilcox Putnam bắt đầu tìm hiểu về Alessandro Cagliostro và viết ra một tư liệu dài 9 trang, đặt tựa là Cagliostro. Câu chuyện đặt bối cảnh ở San Francisco, kể về một nhà ảo thuật gia sống qua 3000 năm thông qua khí nitrat, thay vì thông qua sức mạnh siêu nhiên như trong trường hợp của Imhotep. Laemmle khá thích ý tưởng này và đã thuê John L. Balderston để viết kịch bản. Balderston đã đóng góp vào các bộ phim Dracula và Frankenstein, ngoài ra ông cũng là nhà báo đã viết về sự kiện mở lăng mộ Tutankhamun cho thời báo New York World nên ít nhiều đã khá quen thuộc với chủ đề khai quật lăng mộ. Balderston thay đổi bối cảnh phim thành Ai Cập, đổi tên bộ phim và đặt tên nhân vật là Imhotep (dựa trên nhà kiến trúc sư nổi tiếng thời Ai Cập cổ đại). Ông cũng thay đổi phần nội dung: từ việc trả thù những nhân vật mang dáng dấp người tình cũ của nhân vật chính; thành việc cố gắng hồi sinh người tình thông qua việc giết bản thể đầu thai, ướp xác sau đó hồi sinh thông qua phép thuật trong cuộn giấy của Thoth. Balderston tạo ra cuộn giấy của Thoth để mang tới tính xác thực cho câu chuyện. Thoth là người thông thái nhất trong các vị thần Ai Cập và đã giúp Isis đưa Osiris trở lại cuộc sống sau khi bị sát hại. Thoth được tin rằng chính là tác giả của Cuốn sách của người chết, và không nghi ngờ rằng đây chính là cuốn sách truyền cảm hứng để Balderston tạo ra cuộn giấy của Thoth.
Karl Freund, nhà quay phim cho Dracula, được lựa chọn trở thành đạo diễn. Bộ phim được đổi tựa đề thành Xác Ướp. Freund lựa chọn Zita Johann vào vai công chúa Ankh-es-en-amon, dựa theo tên người vợ duy nhất của Tutankhamun. Xác ướp của Ankhesenamon không được tìm thấy tại lăng mộ của Pharaon Tutankhamun và nơi yên nghỉ của bà vẫn còn là một bí ẩn. Tuy vậy tên bà vẫn được công chúng biết đến rộng rãi và gây được sự chú ý tới nhiều người trong thời kỳ hậu Tutankhamun. Quá trình làm phim được lên kế hoạch trong vòng 3 tuần. Trong ngày đầu tiên, đoàn làm phim tập trung vào cảnh quay Boris Karloff trong vai xác ướp, trỗi dậy từ quan tài của mình. Nhà hóa trang Jack Pierce đã nghiên cứu ảnh chụp xác ướp của Seti I để thiết kế vẻ ngoài của Imhotep. Tuy vậy, Karloff trong không giống Seti I ở bất kỳ điểm nào khi lên phim, thay vào đó lại trông giống Ramesses III. Pierce bắt đầu hóa trang cho Karloff vào 11 giờ sáng, trang điểm bông, thuốc dán, chất kết dính lên mặt, bôi đất sét lên tóc và cuốn vải lanh được hòa với acid cháy lấy từ lò nướng; việc hóa trang kết thúc vào lúc 7 giờ chiều. Karloff kết thúc phân cảnh của mình vào lúc 2 giờ sáng, và dành thêm 2 tiếng nữa để gỡ bỏ lớp hóa trang. Karloff thấy rằng việc gỡ bỏ chất dính trên mặt mình rất đau đớn và chia sẻ rằng đây là một trong những thử thách khó khăn nhất mà ông phải chịu đựng. Mặc dù hình ảnh Karloff cuốn trong vải băng trở thành biểu tượng của bộ phim, ông cũng chỉ xuất hiện trong bộ dạng này một vài phút trong bộ phim; những cảnh phim sau Karloff xuất hiện với lớp hóa trang ít kỹ lưỡng hơn.
Bộ phim cũng có những cảnh quay hồi tưởng dài và chi tiết. Những cảnh hồi tưởng này cho người xem thấy được từng nhân dạng đầu thai của Ankh-es-en-Amon qua từng thế kỷ: Henry Victor được liệt kê trong danh sách cuối phim với tư cách là "Chiến binh Saxon", mặc dù những phân cảnh của anh đã bị xóa khỏi phim.

## Tiếp nhận
Bộ phim được khán giả tiếp nhận tốt, và là một thành công tại các rạp chiếu phim, đặc biệt là tại Anh Quốc.
Bộ phim nhận được phản hồi tốt từ các chuyên gia đánh giá. Trang mạng Rotten Tomatoes phản hồi với số điểm là 93%, dựa trên 27 đánh giá với số điểm trung bình là 7.9/10.

## Di sản

### Phần tiếp theo
Không như Frankenstein, Dracula và các bộ phim kinh dị của Universal khác, Xác ướp không có phần tiếp theo chính thức nhưng lại có phiên bản làm lại tiếp nối là Bàn tay của Xác ướp (1940) và các phần tiếp theo lần lượt là: Lăng mộ của Xác ướp (1942), Bóng ma của Xác ướp (1944), và Lời nguyền của Xác ướp (1944). Những bộ phim này tập trung vào xác ướp có tên Kharis.

### Loạt phim của hãng Hammer
Vào thời điểm cuối những năm 1950, hãng phim Anh quốc Hammer bắt tay vào dự án một loạt phim mang chủ đề xác ướp, bắt đầu với bộ phim Xác ướp (1959). Những loạt phim mới này chịu ảnh hưởng ít nhiều từ các phim Bàn tay của Xác ướp (1940) và Lăng mộ của Xác ướp (1942). Các bộ phim sau: Lời nguyền trong lăng mộ của Xác ướp (1964), Vải liệm của Xác ướp (1966) và Máu từ lăng mộ của Xác ướp (1971) đều không có nội dung liên kết tới phần đầu, hoặc thậm chí là với nhau.

### Loạt phim làm lại
Bộ phim muộn về sau của hãng Universal, Xác ướp (1999) cũng đã được đề cập đến là phần làm lại của Xác ướp năm 1932 nhưng lại có nội dung khác. Trong phần này, nhân vật chính được đặt tên lại thành Imhotep, hắn được hồi sinh bởi Cuốn sách của người chết và bắt đầu công cuộc tìm kiếm bản thể tái sinh người tình của hắn là Anck-su-namun. Bộ phim cũng có sự xuất hiện của Ardeth Bay (lần này với vai trò là người canh gác thành phố Hamunaptra và lăng mộ của Imhotep). Phần tiếp theo của phim có tên Xác ướp trở lại ra mắt năm 2001 cùng với đó là loạt phim ăn theo, Vua bọ cạp (2002), Vua bọ cạp 2: Sự trỗi dậy của chiến binh (2008), Vua bọ cạp 3: Cuộc chiến cho sự cứu rỗi (2012) và Vua bọ cạp 4: Tìm kiếm sức mạnh (2014). Phần thứ ba của loạt phim làm lại có tên là Xác ướp: Lăng mộ của hoàng đế rồng được ra mắt vào năm 2008.
Vào năm 2012, Universal thông báo về việc làm lại loạt phim Xác ướp một lần nữa. Bộ phim mới sẽ được chỉ đạo bởi Alex Kurtzman.Vào tháng 10 năm 2015, Kurtzman tiết lộ rằng có khả năng nhân vật xác ướp trong phim sẽ do diễn viên nữ thủ vai. Vào ngày 21 tháng 1 năm 2016, hãng phim chính thức thông báo Tom Cruise sẽ trỏ thành diễn viên trong bộ phim, dự tính sẽ ra mắt vào ngày 9 tháng 6 năm 2017. Sofia Boutella đã được lựa chọn để vào vai công chúa Ahmunet/ Xác ướp, trong khi đó Russell Crowe xuất hiện với vai trò là tiến sĩ Henry Jekyll/ Ngài Hyde, 2 vai diễn này đã từng được thể hiện bởi Boris Karloff trong những phần phim trước. Vào tháng 6 năm 2017, Universal đã thông báo rộng rãi về tên của bộ phim, logo, nhạc nền (được viết bởi Danny Elfman), và công bố về những bộ phim sắp tới của vũ trụ đen tối.